# Chabab Atlas Khénifra (féminines)
Le Chabab Atlas Khénifra féminines (CAK FF) est un club de football féminin marocain évoluant en deuxième division. Le club est affilié au Chabab Atlas Khénifra.

## Histoire
Vainqueur deux fois de la Coupe du Trône, le club a terminé vice-champion du Maroc à sept reprises dans son histoire. Cependant, il n'est jamais parvenu à remporter le championnat national.
Le Chabab Atlas Khénifra a été fondé en 1945, alors que sa section féminine a vu le jour le 30 novembre 1998.
Lors de sa première saison, le Chabab Atlas Khénifra réussit à remporter le championnat de la ligue de Meknès-Tafilalet. Lors de la saison suivante, les chababiste ne réussissent pas la même prestation que l'année précédente. Et à partir de la saison suivante jusqu'à la première saison du championnat marocain joué avec deux groupes, les chababistes remportent toutes les saisons de la ligue de Meknès-Tafilalet de la saison 2000-2001 à 2005-2006.
Le club a effectué des tournées internationales en France et en Belgique.
Durant la saison 2007-2008 de la Coupe du Trône, le Chabab Atlas Khénifra réussit à se hisser en finale mais est vaincu par le FC Berrechid. Quelques saisons plus tard, le Chabab Atlas Khénifra se place premier dans la poule nord du championnat national féminin, et affronte le champion de la poule sud tenant en titre de cette compétition, le Club Municipalité de Laâyoune qui s'impose sur le Chabab Atlas Khénifra sur le score de deux buts à un. Dans le cadre de la même saison en finale de la Coupe du Trône, les Chababistes retrouvent Laâyoune mais cette fois-ci ce sont bien les Zayanes qui s'imposent et remportent le titre avec un score de 3-0,.

## Palmarès
- Championnat du Maroc
  - Vice-champion : 2002, 2003, 2005, 2008, 2011, 2012 et 2014

- Coupe du Trône (2)
  - Vainqueur : 2011 et 2012
  - Finaliste : 2009 et 2019

- Championnat de la Ligue Meknès-Tafilalet (7)
  - Champion : 1999, 2001, 2002, 2003, 2004, 2005 et 2006